# Zofia Żurakowska

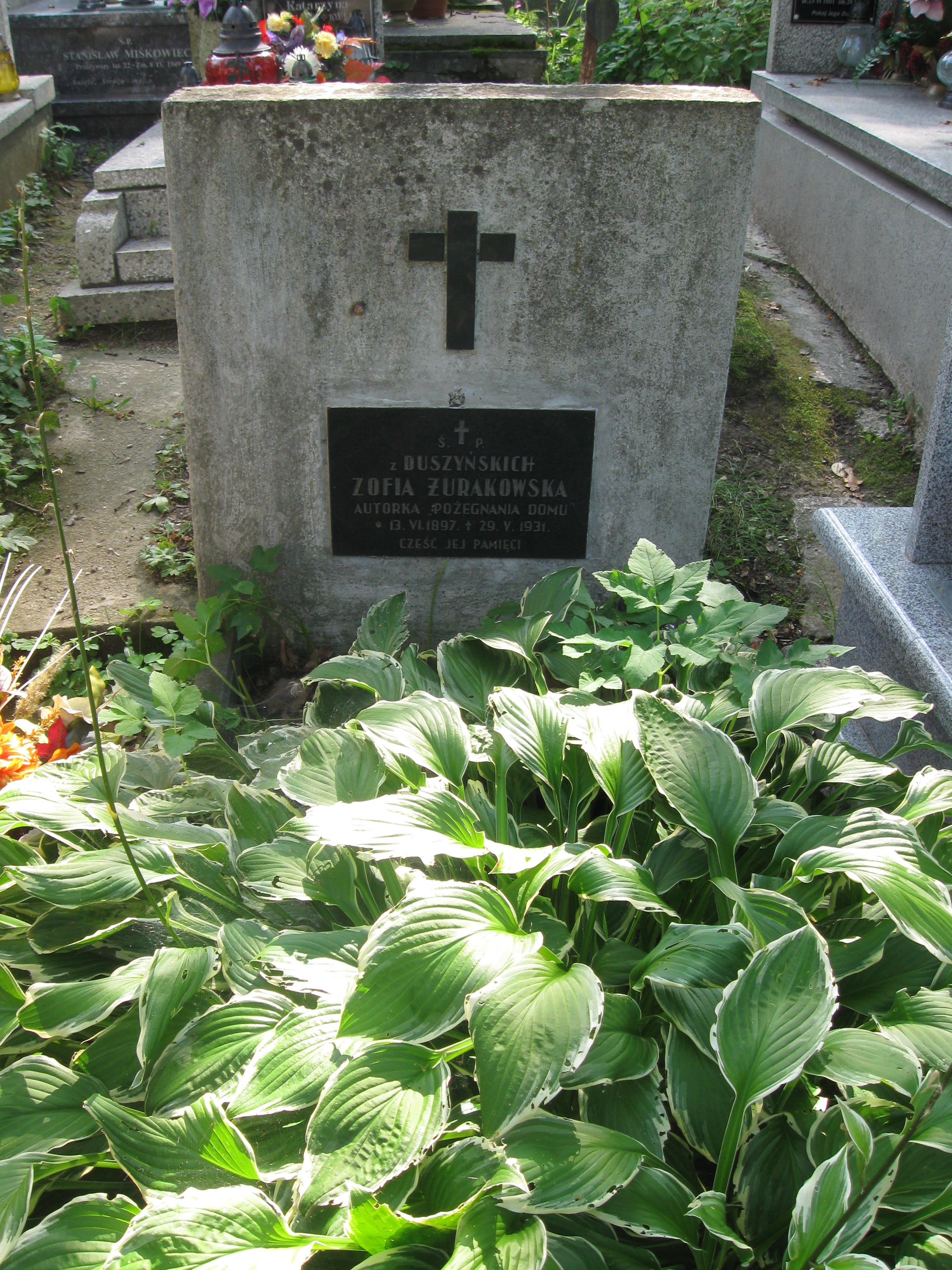
Nagrobek na Starym Cmentarzu w Rabce Zdroju

Zofia Żurakowska z domu Duszyńska herbu Dołęga (ur. 13 czerwca 1897 w Wyszpolu koło Żytomierza, zm. 31 maja 1931 w Rabce) – polska pisarka, prozaiczka, autorka książek dla dzieci i młodzieży.

## Życiorys
Jej rodzicami byli Witold Duszyński i Stanisława z Salisów. W 1917 podczas imprezy dobroczynnej w Żytomierzu Zofia poznała Czesława Żurakowskiego, a jesienią tego samego roku wyszła za niego za mąż. Kilka miesięcy później Żurakowski, instruktor ochotniczych oddziałów wojska polskiego, zginął w potyczce pod Niemirowem, rodzina pisarki zaś przeniosła się do Warszawy. W 1919 mimo złego stanu zdrowia Zofia zgłosiła się do szpitala polowego we Lwowie jako sanitariuszka, w tym samym roku poważnie zachorowała na gruźlicę. Kolejne lata życia upływały jej w sanatoriach w Davos, Nervi i Zakopanem. W czasie kolejnych kuracji zaczęła pisać. W 1925 opublikowała autobiograficzną powieść Skarby, w której opisała rodzinny dwór i lata dzieciństwa. W 1927 pojawiła się druga część autobiografii Pożegnanie domu. Do końca życia pracowała nad ostatnim tomem autobiograficznej trylogii Nieporozumienie, pozostał on jednak w notatkach i szkicach, które uległy zniszczeniu w czasie II wojny światowej w pożarze warszawskiego mieszkania pisarki.
W 1928 w konkursie „Wiadomości Literackich” Zofia Żurakowska otrzymała II nagrodę za opowiadanie Buty; miał być to początek jej twórczości literackiej dla dorosłych. W 1931 za twórczość dla młodzieży otrzymała nagrodę Ministerstwa Wyznań Religijnych i Oświecenia Publicznego. Opublikowane powieści stanowiły kanon lektur dla gimnazjalistów w II Rzeczypospolitej. Decyzją władz PRL znalazły się „w wykazie książek podlegających niezwłocznemu wycofaniu”, jednak w roku 1972 wydany został nakładem Naszej Księgarni zbiór Jutro niedziela i inne opowiadania.
W maju 1931 pisarka została przewieziona na dalszą kurację do Rabki. Krótko po przyjeździe zmarła w Rabce, gdzie została pochowana na Starym Cmentarzu przy ulicy Orkana. Grób zachował się do dziś. Wspomnienie pośmiertne o pisarce w „Wiadomościach Literackich” w 1931 wyszło spod pióra Marii Dąbrowskiej.

## Twórczość
- Skarby[1] (1925), ponownie wydane w 1994
- Gość z Ameryki (1927): opowiadania
- Trzy srebrne ptaki (1927): opowiadania
- Pożegnanie domu[2] (1927),
- Pójdziemy w świat[3][4] (1928),
- Fetysz[5] (1930),
- Roman i dziewiętnastu[6] (1930)
- Jutro niedziela i inne opowiadania[7]  (1935): wydane pośmiertnie